# Користувацький процесор Asset Pipeline для стиснення зображень
Програмний каркас Asset Pipeline у Ruby on Rails мінімізує javascript та css файли, проте залишає поза увагою зображення, які також належать до файлів ресурсів. Існує багато алгоритмів без втрат і з втратами для оптимізації і стиснення зображень, котрі можна інтегрувати у каркас Asset Pipeline.

### Огляд форматів
Растрові графічні формати слугують для опису растрової графічної інформації, яка в свою чергу застосовується, коли потрібна висока точність в передачі кольорів і напівтонів.
Формат GIF (Graphics Interchange Format, — формат взаємообміну графікою, розширення — gif) був запропонований найбільшою службою онлайну CompuServe спеціально для передачі растрових зображень у глобальних мережах.
GIF використовують для подання індексованих кольорових зображень та HTML-документів у електронних мережах. Він є ущільненим форматом, розробленим для прискорення пересилання файлів телефонними лініями.
JPEG (Joint Photographic Experts Group, розширення — jpg) розроблений групою експертів із фотографії (що видно з назви) під егідою ISO. Зараз він знайшов широке застосування для відображення фотографій та інших тонових зображень в електронних мережах.
Цей формат економить 50-70 % обсягу пам'яті за рахунок видалення з файлу тої його частини, яка не має значного впливу на якість зображення та дозволяє регулювати співвідношення між мірою стискання файлу та якістю зображення.
Формат PNG (Portable Network Graphics — мережева графіка, що переноситься, розширення — png), як видно з назви, призначений для передавання зображень по мережі. Цей формат не захищений патентами, не вимагає ліцензування й фінансових відрахувань і тому має широко розповсюджуватися — саме через патентування й жорстке ліцензування алгоритму LZW і виник PNG. Він використовує алгоритм стискання Deflate (вдосконалений LZW — краще стискання, ніж GIF на 10-30 %), підтримує п'ять різних фільтрів стискання. Крім цього передбачені 254 рівня альфа-каналу та черезрядкова розгортка.

### Створення процесора
Для стиснення без втрат, можна використовувати гем sprokets-image_compressor, який оптимізує всі файли в форматі PNG і JPG без втрати якості в Asset Pipeline. Результати високі, але їх можна покращити. Для цього можна використати утиліту з втратою даних для стиснення PNG файлів pngquant, що в основному перетворює 32-бітові кольори в 8bit кольори, що ледь помітно для людського ока. В результаті зменшення розміру файлу сягає більше 50 %.
Встановивши дану утиліту, потрібно написати новий ініціалізатор для Вашого проекту Rails у каталозі config/initializers:
```
Rails
.
application
.
assets
.
register_mime_type
 
'image/png'
,
 
'.png'

Rails
.
application
.
assets
.
register_postprocessor
 
'image/png'
,
 
:png_compressor
 
do
 
|
context
,
 
data
|

  
IO
.
popen
(
"pngquant -"
,
 
"rb+"
)
 
do
 
|
process
|

    
process
.
write
(
data
)

    
process
.
close_write

    
process
.
read

  
end

end

```

Щоб запустити створений процесор потрібно ввести команду rails assets: precompile у терміналі в каталозі проекту. Як результат, усі зображення з розширенням .png у Asset Pipeline стали меншого розміру.

### Можливі проблеми
Іноді результатом цих дій насправді стає більший файл, ніж вхідний, або ж додаткове стиснення візуально спостерігається. З цих причин можна запускати pngquant лише до деяких файлів. Для цього потрібно створити клас, що перевірятиме результат стиснення.
```
class
 
PngQuantProcessor
 
<
 
::
Tilt
::
Template

  
def
 
prepare

    
# noop

  
end

  
def
 
evaluate
(
scope
,
 
locals
,
 
&
block
)

    
IO
.
popen
(
"pngquant -"
,
 
"rb+"
)
 
do
 
|
process
|

      
process
.
write
(
data
)

      
process
.
close_write

      
process
.
read

    
end

  
end

end

end

```

Файл ініціалізатора потрібно переписати відповідно до нового класу.
```
Rails
.
application
.
assets
.
register_mime_type
 
'image/png'
,
 
'.quant'

Rails
.
application
.
assets
.
register_engine
 
'.quant'
,
 
PngQuantProcessor

```

Усім файлам, які треба стиснути, потрібно додати розширення .quant. Після їх компресії Asset Pipeline повертатиме користувачеві звичайні зображення у форматі PNG.